# Nati nel 1942/Aprile
| Questa pagina contiene informazioni ricavate automaticamente dalle voci biografiche con l'ausilio del template Bio e di un bot. L'aggiornamento è periodico e automatico e ricostruisce completamente la pagina. Se manca una persona in questa lista, sei pregato di non aggiungerla, ma accertati piuttosto che la sua voce biografica contenga il template Bio e che i dati anagrafici siano correttamente compilati. Se il template Bio manca, inseriscilo tu stesso o, in alternativa, metti l'avviso {{tmp\|Bio}} che ne segnala la mancanza. Se i dati riportati sono sbagliati, correggi direttamente la voce biografica; le modifiche saranno visibili in questa lista entro pochi giorni. Per chiarimenti vedi il progetto biografie. La lista contiene solo le 237 persone che sono citate nell'enciclopedia e per le quali è stato implementato correttamente il template Bio. Pagina aggiornata al 18 lug 2025. |

- 1º aprile - Charles Brooks, criminale statunitense († 1982)
- 1º aprile - Samuel R. Delany, scrittore, glottoteta e critico letterario statunitense
- 1º aprile - Jean Greisch, filosofo francese
- 1º aprile - Gabriele Guizzo, calciatore italiano († 2020)
- 1º aprile - Piero Vegnuti, ex bobbista italiano
- 2 aprile - Gabriela Adameșteanu, scrittrice, saggista e giornalista romena
- 2 aprile - Luigi Benevelli, politico e medico italiano
- 2 aprile - Joel Cox, montatore statunitense
- 2 aprile - Kathinka Frisk, ex sciatrice alpina svedese
- 2 aprile - Robert Hagmann, ex ciclista su strada svizzero
- 2 aprile - William Higgins, tennista statunitense († 2022)
- 2 aprile - Terry Holland, cestista, allenatore di pallacanestro e dirigente sportivo statunitense († 2023)
- 2 aprile - Jean-Noël Jeanneney, storico e politico francese
- 2 aprile - Leon Russell, cantante, musicista e compositore statunitense († 2016)
- 2 aprile - Roshan Seth, attore indiano
- 3 aprile - Ademir da Guia, ex calciatore e politico brasiliano
- 3 aprile - Gabriella Cotta Ramusino, ex canoista italiana
- 3 aprile - Linda Crutchfield, ex sciatrice alpina, slittinista e sciatrice nautica canadese
- 3 aprile - Marsha Mason, attrice statunitense
- 3 aprile - McCoy McLemore, cestista statunitense († 2009)
- 3 aprile - Wayne Newton, cantante e attore statunitense
- 3 aprile - Anita Roberts, biologa statunitense († 2006)
- 3 aprile - Billy Joe Royal, cantante statunitense († 2015)
- 3 aprile - Anita Sanders, attrice e modella svedese († 2023)
- 3 aprile - Roger Schurig, ex cestista statunitense
- 4 aprile - Jean-Pierre Allemand, ex schermidore francese
- 4 aprile - Attilio Bravi, ex calciatore italiano
- 4 aprile - Omero Capanna, attore e stuntman italiano († 2003)
- 4 aprile - Michel Fourniret, serial killer francese († 2021)
- 4 aprile - Wolfgang Grupp, imprenditore tedesco
- 4 aprile - Graziano Mesina, criminale italiano († 2025)
- 4 aprile - Claudio Nicolini, politico e fisico italiano († 2023)
- 4 aprile - Robert Szczepaniak, ex calciatore francese
- 5 aprile - Allan Clarke, cantante britannico
- 5 aprile - Pascal Couchepin, politico svizzero
- 5 aprile - Marisa Fracci, ballerina italiana
- 5 aprile - Juan Gisbert, ex tennista spagnolo
- 5 aprile - Peter Greenaway, regista, sceneggiatore e montatore britannico
- 5 aprile - Kjell-Åke Nilsson, ex altista svedese
- 5 aprile - Pasquale Onida, politico italiano
- 5 aprile - Alain Pompidou, politico francese († 2024)
- 5 aprile - Enric Sió, fumettista spagnolo († 1998)
- 5 aprile - Armando Stula, cantante, attore e pittore italiano
- 5 aprile - Toto Torquati, pianista, tastierista e arrangiatore italiano († 2023)
- 6 aprile - Garrett Brown, inventore statunitense
- 6 aprile - Els de Groot, cestista olandese († 2024)
- 6 aprile - Barry Levinson, regista, sceneggiatore e produttore cinematografico statunitense
- 6 aprile - Anita Pallenberg, modella, attrice e stilista italiana († 2017)
- 6 aprile - Bob Stupak, imprenditore e giocatore di poker statunitense († 2009)
- 7 aprile - Gualtiero Bassetti, cardinale e arcivescovo cattolico italiano
- 7 aprile - Jeetendra, attore indiano
- 7 aprile - Stefano De Luca, politico italiano
- 8 aprile - Jerry Abbott, cantautore e produttore discografico statunitense († 2024)
- 8 aprile - Gianfranco Amendola, magistrato e politico italiano
- 8 aprile - Luciano Bonfada, ex calciatore italiano
- 8 aprile - Luis Augusto Castro Quiroga, arcivescovo cattolico colombiano († 2022)
- 8 aprile - Roger Chapman, cantante e armonicista britannico
- 8 aprile - Reidar Goa, calciatore norvegese († 2018)
- 8 aprile - Cecil Irwin, calciatore e allenatore di calcio inglese († 2025)
- 8 aprile - João Lourenço, ex calciatore portoghese
- 8 aprile - Antonio Piva, politico italiano († 2022)
- 8 aprile - Douglas Trumbull, regista, produttore cinematografico e effettista statunitense († 2022)
- 8 aprile - Wolf Werner, allenatore di calcio e calciatore tedesco († 2018)
- 9 aprile - András Bodnár, ex pallanuotista ungherese
- 9 aprile - Puccio Corona, giornalista e conduttore televisivo italiano († 2013)
- 9 aprile - James Cowan, scrittore australiano († 2018)
- 9 aprile - Brandon De Wilde, attore statunitense († 1972)
- 9 aprile - Horia Demian, cestista rumeno († 1989)
- 9 aprile - Earl Hilliard, politico statunitense
- 9 aprile - Petar Nadoveza, calciatore e allenatore di calcio jugoslavo († 2023)
- 9 aprile - Franco Panza, ex calciatore italiano
- 9 aprile - Gianfranco Pasquino, politologo e politico italiano
- 9 aprile - Mario Terán, militare boliviano († 2022)
- 9 aprile - Draff Young, allenatore di pallacanestro statunitense († 2012)
- 10 aprile - Donna Hennyey, ex schermitrice canadese
- 10 aprile - José Berico, calciatore brasiliano († 2016)
- 10 aprile - Ian Callaghan, ex calciatore inglese
- 10 aprile - Stuart Dybek, scrittore e poeta statunitense
- 10 aprile - Alf Hiltebeitel, storico delle religioni e indologo statunitense († 2023)
- 10 aprile - Erden Kiral, regista e sceneggiatore turco († 2022)
- 10 aprile - Mauro Antonio Miglieruolo, scrittore italiano
- 10 aprile - Marcello Trevisan, calciatore italiano († 2020)
- 10 aprile - Valerio Vatteroni, cestista italiano († 2023)
- 11 aprile - Anatolij Nikolaevič Berezovoj, cosmonauta sovietico († 2014)
- 11 aprile - Salvatore Borsellino, attivista italiano
- 11 aprile - Beppe Cardile, musicista, cantautore e chitarrista italiano
- 11 aprile - Allan Harvey, ex calciatore inglese
- 11 aprile - Julio Meléndez, ex calciatore peruviano
- 11 aprile - Branko Rašović, calciatore jugoslavo († 2024)
- 11 aprile - Damien Thomas, attore britannico († 2025)
- 12 aprile - Frank Bank, attore statunitense († 2013)
- 12 aprile - Ursel Eberz, attrice tedesca
- 12 aprile - František Králík, pallamanista cecoslovacco († 1974)
- 12 aprile - Lelio Lantella, giurista e politico italiano
- 12 aprile - Giuseppe Longoni, calciatore e allenatore di calcio italiano († 2006)
- 12 aprile - Bruce Myers, attore e regista teatrale britannico († 2020)
- 12 aprile - Carlos Reutemann, pilota automobilistico e politico argentino († 2021)
- 12 aprile - Ellen Meiksins Wood, storica statunitense († 2016)
- 12 aprile - Jacob Zuma, politico sudafricano
- 13 aprile - Ricardo Blázquez Pérez, cardinale e arcivescovo cattolico spagnolo
- 13 aprile - Bill Conti, compositore, direttore d'orchestra e arrangiatore statunitense
- 13 aprile - Karin Endsjø, ex slittinista norvegese
- 13 aprile - Gastone Garziera, progettista italiano
- 13 aprile - John Lowe, pianista britannico († 2024)
- 13 aprile - Carlo Soldo, ex calciatore e allenatore di calcio italiano
- 13 aprile - Juma Sultan, percussionista statunitense
- 14 aprile - Valerij Brumel', altista sovietico († 2003)
- 14 aprile - Stuart Craig, scenografo britannico
- 14 aprile - Robert Dalva, montatore statunitense († 2023)
- 14 aprile - Mimma Di Terlizzi, attrice italiana
- 14 aprile - Francesco Dragosei, anglista, scrittore e disegnatore italiano († 2006)
- 14 aprile - Valentin Lebedev, cosmonauta sovietico
- 14 aprile - Francisco Nóbrega, calciatore portoghese († 2012)
- 14 aprile - Martín Emilio Rodríguez, ex ciclista su strada e pistard colombiano
- 15 aprile - Mahdi Abdul-Rahman, cestista e allenatore di pallacanestro statunitense († 2011)
- 15 aprile - Gbadamosi Amosa, ex calciatore ghanese
- 15 aprile - Jim Brovelli, ex cestista e allenatore di pallacanestro statunitense
- 15 aprile - Michel Marie Jacques Dubost, vescovo cattolico francese
- 15 aprile - Carmine Garofalo, politico italiano († 1995)
- 15 aprile - Gennadij Logofet, allenatore di calcio e calciatore sovietico († 2011)
- 15 aprile - Nicolò Nicolosi, politico italiano
- 15 aprile - Mario Rino Sivieri, vescovo cattolico italiano († 2020)
- 15 aprile - Julie Sommars, attrice statunitense
- 15 aprile - Eleuterio Sánchez Rodríguez, scrittore spagnolo
- 16 aprile - János Kalmár, ex schermidore ungherese
- 16 aprile - Giorgio Milanesi, calciatore italiano († 2019)
- 16 aprile - Raffaello Monteverde, produttore cinematografico e produttore televisivo italiano († 2021)
- 16 aprile - Leo Nucci, baritono italiano
- 16 aprile - Moukhtar Sayed, ex cestista marocchino
- 16 aprile - Frank Williams, imprenditore e dirigente sportivo britannico († 2021)
- 17 aprile - Han Bennink, batterista olandese
- 17 aprile - David Bradley, attore britannico
- 17 aprile - Mario Brenta, regista, sceneggiatore e direttore della fotografia italiano
- 17 aprile - Katia Krafft, vulcanologa francese († 1991)
- 17 aprile - Moishe Postone, storico canadese († 2018)
- 17 aprile - Buster Williams, bassista e compositore statunitense
- 17 aprile - Ágústa Þorsteinsdóttir, nuotatrice islandese († 2008)
- 18 aprile - Robert Christgau, giornalista e critico musicale statunitense
- 18 aprile - James E. Grunig, docente statunitense
- 18 aprile - Frank Kales, cestista e dirigente sportivo olandese († 2023)
- 18 aprile - Jochen Rindt, pilota automobilistico austriaco († 1970)
- 18 aprile - Seymour Stein, produttore discografico statunitense († 2023)
- 18 aprile - Wilma Vernocchi, soprano italiano
- 18 aprile - Cristina di Lagopesole, poetessa e scrittrice italiana
- 19 aprile - Bas Jan Ader, artista olandese († 1975)
- 19 aprile - Aírton Beleza, calciatore brasiliano († 1996)
- 19 aprile - Vittorio Brancati, politico italiano
- 19 aprile - Javier Fragoso, calciatore messicano († 2014)
- 19 aprile - Eddie Kramer, tecnico del suono e fotografo sudafricano
- 19 aprile - Sven Lindman, ex calciatore svedese
- 19 aprile - Jolanta Lothe, attrice polacca († 2022)
- 19 aprile - Alan Price, musicista inglese
- 19 aprile - Larry Ramos, chitarrista e cantante statunitense († 2014)
- 19 aprile - Jack Roush, ex pilota automobilistico, imprenditore e dirigente sportivo statunitense
- 19 aprile - Pier Aldo Rovatti, filosofo italiano
- 19 aprile - Vasile Soo, ex calciatore rumeno
- 19 aprile - Rodolfo Pedro Wirz Kraemer, vescovo cattolico uruguaiano
- 20 aprile - Gian Mario Cazzaniga, filosofo e politico italiano
- 20 aprile - Silvia Federici, sociologa, filosofa e attivista italiana
- 20 aprile - Hank Finkel, ex cestista statunitense
- 20 aprile - Roberto Freire, avvocato e politico brasiliano
- 20 aprile - Marc Luyckx Ghisi, saggista belga
- 20 aprile - Ha Jung-won, ex calciatore nordcoreano
- 20 aprile - Zoltán Nemere, schermidore ungherese († 2001)
- 20 aprile - Casimir Oyé-Mba, politico gabonese († 2021)
- 20 aprile - Arto Paasilinna, scrittore, giornalista e poeta finlandese († 2018)
- 20 aprile - Teresa Piergentili, attrice italiana
- 20 aprile - Giacomo Rosini, politico italiano († 2001)
- 20 aprile - Ralf Schermuly, attore e doppiatore tedesco († 2017)
- 20 aprile - Giuseppe Visca, politico italiano
- 20 aprile - Jimmy Wilson, ex calciatore scozzese
- 21 aprile - Vitus Huonder, vescovo cattolico svizzero († 2024)
- 21 aprile - Giacomo Lanzetti, vescovo cattolico italiano
- 21 aprile - Brendan Malone, allenatore di pallacanestro statunitense († 2023)
- 21 aprile - Jaidip Mukerjea, ex tennista indiano
- 21 aprile - Geoffrey Palmer, politico neozelandese
- 22 aprile - Giorgio Agamben, filosofo italiano
- 22 aprile - Paul Hinder, vescovo cattolico svizzero
- 22 aprile - Judith de Nijs, ex nuotatrice olandese
- 22 aprile - Egil Olsen, allenatore di calcio e ex calciatore norvegese
- 22 aprile - Larry Rakestraw, giocatore di football americano statunitense († 2019)
- 23 aprile - George Andrews, ex calciatore inglese
- 23 aprile - Étienne Balibar, filosofo francese
- 23 aprile - Edmond Baudoin, disegnatore e illustratore francese
- 23 aprile - Jean-Pierre Blanc, regista e sceneggiatore francese († 2004)
- 23 aprile - Michele Bonatesta, politico e giornalista italiano († 2024)
- 23 aprile - Sandra Dee, attrice e modella statunitense († 2005)
- 23 aprile - Ditlieb Felderer, storico e scrittore svedese
- 23 aprile - Enrico Garaci, medico italiano
- 23 aprile - Sheila Gish, attrice britannica († 2005)
- 23 aprile - Barry Hannah, scrittore statunitense († 2010)
- 23 aprile - Wolfgang Heinz, criminologo tedesco
- 23 aprile - Giancarlo Pagliarini, politico italiano
- 23 aprile - Amanda Prantera, scrittrice di fantascienza britannica
- 24 aprile - Vincenzo Di Grezia, politico italiano († 2020)
- 24 aprile - Kim Yang-gon, politico nordcoreano († 2015)
- 24 aprile - Shahla Lahiji, scrittrice, editrice e traduttrice iraniana († 2024)
- 24 aprile - Barry Rowan, ex calciatore inglese
- 24 aprile - Barbra Streisand, cantante, attrice e compositrice statunitense
- 24 aprile - György Szabó, ex calciatore ungherese
- 24 aprile - Werner Teske, ufficiale tedesco († 1981)
- 24 aprile - George William Vella, politico e medico maltese
- 25 aprile - Opal Bogard, cestista statunitense († 2008)
- 25 aprile - Paolo Marcello Brignoli, aracnologo italiano († 1986)
- 25 aprile - Margaret Hunt, ex tennista sudafricana
- 25 aprile - Kang Ryong-woon, ex calciatore nordcoreano
- 25 aprile - Jon Kyl, politico statunitense
- 25 aprile - Serge Thion, giornalista e sociologo francese († 2017)
- 26 aprile - Werner Biskup, allenatore di calcio e calciatore tedesco († 2014)
- 26 aprile - Manfred Korfmann, archeologo tedesco († 2005)
- 26 aprile - Bobby Rydell, cantante, musicista e imitatore statunitense († 2022)
- 26 aprile - César Valdés, ex cestista cubano
- 27 aprile - Al Beard, ex cestista statunitense
- 27 aprile - Filippo Cavazzuti, economista e politico italiano († 2021)
- 27 aprile - Vittorio Cecchi Gori, imprenditore, ex politico e produttore cinematografico italiano
- 27 aprile - Jim Keltner, batterista statunitense
- 27 aprile - Zoran Maroević, cestista jugoslavo († 2019)
- 27 aprile - Valerij Vladimirovič Poljakov, cosmonauta e medico russo († 2022)
- 27 aprile - Terry Ryan, ex tennista sudafricano
- 27 aprile - John Shrapnel, attore britannico († 2020)
- 28 aprile - Rudi Fuchs, storico dell'arte olandese
- 28 aprile - Great Kojika, wrestler giapponese
- 28 aprile - Ugo Martinat, politico italiano († 2009)
- 28 aprile - Francisco Rico, critico letterario e ispanista spagnolo († 2024)
- 29 aprile - Roberto Alonge, critico teatrale italiano
- 29 aprile - Todor Kolev, ex calciatore bulgaro
- 29 aprile - Galina Kulakova, ex fondista sovietica
- 29 aprile - Alfonso Merendino, pilota automobilistico italiano († 1998)
- 29 aprile - Massimo Piattelli Palmarini, biochimico e linguista italiano
- 29 aprile - Vini Poncia, musicista e produttore discografico statunitense
- 29 aprile - Elvio Viano, politico italiano
- 30 aprile - Gianfranco Albano, regista italiano
- 30 aprile - Maurizio Arcieri, cantante, attore e compositore italiano († 2015)
- 30 aprile - Guido Baldi, critico letterario italiano
- 30 aprile - Sallehuddin di Kedah, sovrano malese
- 30 aprile - Sergio Galiano, produttore cinematografico e attore italiano († 2016)
- 30 aprile - Giuseppe Meraviglia, ex calciatore italiano